# Long Dong Silver
Long Dong Silver (* 20. April 1960 in London, Großbritannien) (bürgerlich: Daniel Arthur Mead) wurde durch Nacktaufnahmen mit Darstellung seines außergewöhnlich langen Penis bekannt und arbeitete in den 1980er Jahren auch als Pornodarsteller.

## Biografie
Der Engländer afrikanischer Abstammung lebte in den 1970er und 1980er Jahren mit Frau und Kindern in London, arbeitete damals in einer Autofirma. Im Mai 1979 posierte er erstmals für den Fotografen Jay Myrdal, der sich auf Effekt- und Trickaufnahmen spezialisiert hatte (Schwerpunkt „Sexfreaks“). Eine mit Kameratricks produzierte Abbildung von Long Dong Silver mit überlangem männlichen Geschlechtsteil begründete den Mythos vom Riesenpenis.  Bis Mitte der 1980er Jahre war Long Dong Silver auch als Darsteller in Pornofilmen zu sehen, die von Jay Myrdal produziert wurden.

## Mythos Riesenpenis
Nach Angaben des Fotografen Jay Myrdal ist der Riesenpenis von Long Dong Silver das Ergebnis einer komplizierten analogen Bildbearbeitung (Mehrfachbelichtungen, Kameratricks): „Für die erste Aufnahme von Long Dong Silver hatte ich eine Platte vor der Kamera installiert und auf ihr Masken befestigt, dann machte ich eine Aufnahme, spulte den Film vor, wechselte die Maske und machte eine weitere Aufnahme, sodass beide Segmente zueinanderpassten. Ich glaube, insgesamt waren es fünf Masken, eine Gesamtansicht, die ihn mit gespreizten Beinen und herunterhängendem Penis dastehend zeigte.“ Die natürliche Länge des Penis von Long Dong Silver wird von Myrdal mit 24 bis 25 cm angegeben. Motiviert vom Erfolg seiner Aufnahme ließ Myrdal von einem Maskenbildner eine Schaumstoff-Latex-Hülle anfertigen, die über den echten Penis seines Modells gestülpt wurde. In dieser Kostümierung trat Long Dong Silver dann auch in einigen Filmproduktionen auf.
Jay Myrdal erfand noch zwei weitere, diesmal weißhäutige Kunstfiguren mit überlangem Penis: Für Moby Dick und Texas Longhorn stellte er selbst Plastilin-Gussformen her, aus denen dann Schaumstoff-Kunstglieder gefertigt wurden. Diese Technik wurde später auch bei durch das Internet bekannt gewordenen Porno-Darstellern wie OG Mudbone oder den Insane Cock Brothas verwendet.

## Filme
- Sex Freaks (1979)
- The Beauty and The Beast (1982)
- Blue Vanities 243 (1983, Neuedition 1995)
- Blue Vanities 53 (1988)
- Porno Bizarro (Neuedition 1995)